# Naturbahnrodel-Junioreneuropameisterschaft 2005
Die 28. FIL-Naturbahnrodel-Junioreneuropameisterschaft fand vom 25. bis 27. Februar 2005 in Kandalakscha in Russland statt.

## Technische Daten der Naturrodelbahn
| Seehöhe Start          | 211,5 m  |
| Seehöhe Ziel           | 093 m    |
| Höhendifferenz         | 118,5 m  |
| Durchschnittl. Gefälle | 013,94 % |
| Länge                  | 850 m    |

## Einsitzer Herren
| Platz | Name                | Zeit        |
| ----- | ------------------- | ----------- |
| 01    | Hannes Clara        | 2:40,38 min |
| 02    | Patrick Pigneter    | + 0,01 s    |
| 03    | Alexander Pamer     | + 1,03 s    |
| 04    | Christian Schwarz   | + 1,29 s    |
| 05    | Alexander Jegorow   | + 1,46 s    |
| 06    | Žiga Pagon          | + 2,51 s    |
| 07    | Thomas Schopf       | + 3,23 s    |
| 08    | Philipp Wagner      | + 3,26 s    |
| 09    | Thomas Kammerlander | + 3,44 s    |
| 10    | Stefan Gruber       | + 3,98 s    |

Von 31 gestarteten Rodlern kamen 27 in die Wertung.

## Einsitzer Damen
| Platz | Name              | Zeit        |
| ----- | ----------------- | ----------- |
| 01    | Melanie Batkowski | 2:43,96 min |
| 02    | Imelda Gruber     | + 2,45 s    |
| 03    | Barbara Abart     | + 2,94 s    |
| 04    | Marisa Clara      | + 3,65 s    |
| 05    | Tamara Schwarz    | + 3,92 s    |
| 06    | Oksana Jelessina  | + 3,95 s    |
| 07    | Tina Unterberger  | + 4,37 s    |
| 08    | Melanie Schwarz   | + 7,02 s    |
| 09    | Sandra Mayrhofer  | + 7,55 s    |
| 10    | Olga Sidorowa     | + 8,41 s    |

Alle 16 gestarteten Rodlerinnen kamen in die Wertung.

## Doppelsitzer
| Platz | Name                                  | Zeit        |
| ----- | ------------------------------------- | ----------- |
| 1     | Alexander Jegorow – Pjotr Popow       | 1:53,90 min |
| 2     | Mario Schernthaner – Siegfried Truppe | + 02,93 s   |
| 3     | Patrick Pigneter – Alexander Pamer    | + 03,50 s   |
| 4     | Christian Schopf – Thomas Schopf      | + 03,74 s   |
| 5     | Andreas Leiter – Thomas Weiss         | + 03,85 s   |
| 6     | Adam Jędrzejko – Piotr Kobza          | + 03,87 s   |
| 7     | Maxim Akudowitsch – Nikolai Fedjanin  | + 05,57 s   |
| 8     | Wladimir Alechin – Maxim Batunin      | + 07,74 s   |
| 9     | Artjom Sergin – Jewgeni Issatschenko  | + 31,90 s   |

Alle neun gestarteten Doppelsitzer kamen in die Wertung.

## Medaillenspiegel
| Platz | Land       | Gold | Silber | Bronze | Gesamt |
| ----- | ---------- | ---- | ------ | ------ | ------ |
| 1.    | Italien    | 1    | 2      | 3      | 6      |
| 2.    | Österreich | 1    | 1      | —      | 2      |
| 3.    | Russland   | 1    | —      | —      | 1      |